# آپوپتوز

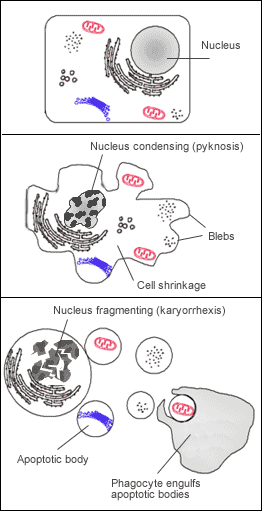

آپوپتوز یاخزان ‌یاخته‌ای  (به انگلیسی: Apoptosis) یا آپوپتوزیس، گونه‌ای از مرگ سلولی یا زوال سلولی طی فرایند مرگ برنامه‌ریزی‌شدهٔ سلول است که در جانداران پرسلولی به وقوع می‌پیوندد که اصطلاحا آنرا خودکشی سلولی هم مینامند.
سازوکار مرگ برنامه‌ریزی‌شدهٔ سلول‌های دوهسته‌ای که در پی سازوکارهای درون‌سلولی و به‌ویژه قطعه‌قطعه شدن ژنگان رخ می‌دهد را آپوپتوز یا مرگ برنامه‌ریزی‌شدهٔ سلول (programmed cell death) می‌گویند.
آپوپتوز روندی فیزیولوژیک و زیستی برای نمو فعّال و طبیعی و همچنین حفظ هموستازی می‌باشد. در مواردی که زنده ماندن یک سلول، موجودیّت موجود زنده را به خطر بیندازد، سلول با مرگ برنامه‌ریزی شده، خودکشی می‌کند. زمانی که سلول تحت تأثیر عوامل مختلف محیطی یا حتی درونی همانند پرتوهای یونیزه کننده، داروهای کُشندهٔ سلول (در درمان سرطان‌ها) هایپرترمی، هورمون‌های گلوکوکورتیکوئیدی و غیره قرار می‌گیرد درونمایهٔ آن از جمله دی‌ان‌ای، دستخوش تغییراتی می‌شوند که در صورت ادامهٔ حیات آن منجر به ناهنجاری‌هایی شدیدی از جمله سرطانی شدن سلول می‌شوند. عوامل دیگری نظیر برخی باکتری‌های بیماریزای داخل سلولی مانند سالمونلا، شیگلا، لیستریا، لژیونلا و … نیز در هنگام عفونت‌زایی خود با تغییر، در برخی مسیرهای متابولیکی و زیست‌شیمیایی داخل سلولی می‌توانند، در هدایت سلول به سمت این نوع خاص از مرگ مؤثر باشند.
مرگ برنامه‌ریزی شدهٔ سلولی، از طریق مسیرهای مختلفی، برانگیخته می‌شود، برای مثال زمانی که سلول کشنده طبیعی (یکی از انواع لنفوسیت T) به سلول‌های سرطانی یا آلوده به ویروس متصل می‌شود پروتئینی به نام پرفورین ترشح می‌کند. این پروتئین منفذی در غشای سلول ایجاد کرده و آنزیم القا کننده مرگ برنامه‌ریزی شده وارد سلول می‌شود و با به راه انداختن زنجیره ای از واکنش‌های بهم پیوسته باعث مرگ برنامه‌ریزی شدهٔ سلول می‌شود. برخی از این مسیرها در اثر اتّصال لیگاندهایی به گیرنده‌های سطح سلول، و برخی دیگر از این مسیرها در اثر فقدان برخی فاکتورهای رشد، راه اندازی می‌شوند. آسیب‌های شدید به مادّهٔ ژنتیکی سلول نیز، می‌تواند مسیرهای مختلفی، که منجر به اپوپتوز می‌شوند، را راه اندازی کند.
اپوپتوز یک روند فیزیولوژیک مرگ سلول است که در اثر فعال شدن آنزیم‌های گروه کاسپاز رخ می‌دهد. نسبت درون سلولی پروتئین‌های مشوق اپوپتوز مانند (BAXیا Bak) به پروتئین‌های ضد اپوپتوز مانند(BCL_2) تعیین‌کننده حساسیت سلول نسبت به آپوپتوز می‌باشد.

## دگرگونی‌های سلولی در هنگام آپوپتوز
در هنگام آپوپتوز حجم سلول کاهش یافته و در سلول وزیکول‌های متعددی ایجاد می‌شوند. سپس کروماتین متراکم شده و قطعه قطعه، می‌شوند. در مراحل بعد، غشاء هسته از بین می‌رود و در آخر، سلول به صورت وزیکول‌های کوچکی، به چندین قسمت تقسیم می‌شود. در طول اپوپتوز، برخی اندامک‌های داخلی سلول، مانند، میتوکندری‌ها و لیزوزوم‌ها سالم می‌مانند. وزیکول‌هایی که از قطعه قطعه شدن سلول پدید می‌آیند، به وسیلهٔ عمل فاگوسیتوز که سلول‌های دیگر انجام می‌دهند، بلعیده و هضم می‌شوند.